# The Spirit of ’43
The Spirit of ’43 ist ein amerikanischer Animationsfilm von Walt Disney, der während des Zweiten Weltkriegs als Propaganda diente. Er erschien im Januar 1943. Der Film ist außerdem ein Nachfolger zum Film The New Spirit und enthält erste Prototypen zu den Charakteren Dagobert Duck und Gustav Gans. Der Zweck des Films war, die amerikanische Bevölkerung dazu zu motivieren ihre Steuern rechtzeitig zu zahlen um so das Land im Krieg zu unterstützen.

## Handlung
In dem Film wird Donald Duck als ein Jedermann dargestellt, für den es zwei verschiedene Arten gibt. Einen, der sein Geld spart, um seine Steuern zahlen zu können, und einen, der sein Geld immer direkt ausgibt. Die verschwenderische Person wird von einer Ente mit großem Hut, grüner Fliege, grüner Hose und braunem Anzug verkörpert. Diese Figur war die Inspiration für Donalds Cousin Gustav Gans. Die sparsame Person wird von einer Ente mit schottischem Akzent, Gehstock und Schottenmütze dargestellt. Diese Ente diente als Inspiration für den Charakter Dagobert Duck. Die zwei streiten sich, wie Donald mit seinem Geld umgehen sollte. Nach diesem Streit wird gezeigt, dass die nicht sparsame Ente ein Nazi ist, während die sparsame Ente ein Amerikaner ist. Danach wird gezeigt, wie die Steuern genutzt werden, um Waffen oder Kampfflugzeuge herzustellen.

## Besetzung
| Rolle       | Synchronsprecher |
| ----------- | ---------------- |
| Erzähler    | Fred Shields     |
| Donald Duck | Clarence Nash    |